# NGC 3092
إن جي سي 3092 التي يرمز لها بالرمز NGC 3092، هي مجرة، في كوكبة السدس.

## الاكتشاف
اكتشفت في 22 يناير 1865، بواسطة ألبرت مارث.